# Pseudanthias heemstrai
Pseudanthias heemstrai is een straalvinnige vis behorend tot het geslacht Pseudanthias. De vis komt voor in de Indische Oceaan en kan een lengte bereiken van 13 cm.